# کهن‌آباد
کهن‌آباد یکی از شهرهای شهرستان آرادان در استان سمنان و مرکز بخش کهن‌آباد است. مردم این شهر از قومیت اعراب عامری و طبری (مازندرانی)  هستند و به فارسی و گویش الیکایی که گویشی از زبان مازندرانی است سخن می‌گویند.

## جمعیت
جمعیت این شهر در سال ۱۳۸۵ خورشیدی بالغ بر ۱٬۶۳۰ نفر (۴۵۷ خانوار) بوده که در سال ۱۳۹۰ خورشیدی به ۱٬۵۰۹ نفر و در سال ۱۳۹۵ خورشیدی به ۱٬۱۹۲ نفر کاهش یافته‌است.

## قبایل کهن آباد
- حاج صفر عامری
- حاج اصغر دهقانی
- حاج زین العابدین دهقانی
- ایل الیکایی قنبری
- آقا رضائیها
- طایفه  اوستا  اسماعیلی

## افراد مشهور
- حسن مسگر
- ذبیح الله رنگ رز
- حسن شر
- حسینعلی اقدس
- عبدالله مفیدی

- حسنعلی گل نساء
- نمد مال
- علی نفتی
- حسین رضا گودول
- مرتضی حمامی

## امکانات شهری
- مخابرات[۹]

- آب لوله کشی[۹]

- برق [۹]
- گاز شهری [۹]
- جاده های آسفالت [۹]
- ۲ باب نانوایی [۹]
- فروشگاه های متعدد[۹]
- بانک صادرات [۹]
- مسجد جامع[۹]
- اینترنت ADSL و 4G[۹]
- حسینیه و زینبیه عظیم[۹]